# Душка, Алексей Владимирович
Алексей Владимирович Душка — украинский телеведущий, журналист.

## Биография
Родители — мать Душка Наталья Григорьевна, преподаватель украинского языка и литературы (19 ноября 1960) и отец — Душка Владимир Алексеевич, офицер МВД на пенсии (9 февраля 1958). Есть младший брат.
С 1991 по 2002 — учился в местной гуманитарной гимназии с художественно эстетическим уклоном (золотая медаль). В школе участвовал в театральных спектаклях и конкурсах областного уровня.
С 2002 по 2007 годы учился в Институте кино и телевидения Киевского национального университета культуры и искусств (магистр, красный диплом).
С 2005 года работает на канале 1+1. Начинает как корреспондент ТСН, специализируется на журналистских расследованиях.
В 2009 году в эфире 1+1 выходит спецпроект авторства Алексея Душки «У Бога за пазухой», посвященный злоупотреблениям среди представителей духовенства. За эту серию материалов получает персональный «Телетриумф».
2010—2011 — Алексей Душка и Жан Новосельцев работают над проектом «Личное дело».
Каждая программа посвящена отдельной теме. Наиболее резонансные — разоблачение обмана в супермаркетах «Обман не первой свежести», рассказ о зарвавшейся мафии на украинских кладбищах «Как дорого умереть», а также первыми на Украине журналисты провели глобальный тест питьевой воды, результат: 96 % воды непригодны для постоянного употребления.
С июня 2012 — автор, редактор и ведущий программы «Территория обмана», где потребительские исследования пересекаются с провокациями и экспериментами.
Свою программу Душка называет «потребительскими исследованиями с элементами сарказма, иронии»..
«Территория обмана» — номинант на премию «Телетриумф» 2012.

## Награды
2009 — персональная премия «Телетриумф» за спецпроект «У Бога за пазухой».